# نادي فارم نك للغولف
نادي فارم نك للجولف هو نادٍ شبه خاص يقع في مدينة أوك بلافز بولاية ماساتشوستس بالولايات المتحدة الأمريكية. في سبعينيات القرن العشرين، خططت شركة عقارية تُدعى ستروك إنتربرايزس (Strock Enterprises) لتطوير شبه جزيرة داخل المدينة، عبر إنشاء ملعب جولف ومشاريع سكنية. غير أن السكان المحليين أبدوا قلقهم من التأثير البيئي للمشروع، مما دفع المحكمة القضائية العليا في ماساتشوستس إلى إصدار حكم ضد الشركة، التي أعلنت لاحقًا إفلاسها. ثم قامت شركة فارم نك بشراء الأراضي، وأقامت ملعب جولف يضم 18 حفرة، مع التركيز على الحفاظ على البيئة. وقد حاز الملعب على إعجاب الجمهور، كما استضاف شخصيات بارزة مثل الرئيس بيل كلينتون والرئيس باراك أوباما خلال عطلتيهما.

## تاريخ
في سبعينيات القرن العشرين، شرعت شركة عقارية تُدعى ستروك إنتربرايزس في وضع خطط لتطوير مشروع يضم ملعب جولف ومئات من قطع الأراضي السكنية. وقد حظيت هذه الخطط بموافقة مجلس تخطيط مدينة أوك بلافز في عام 1974. لكن سرعان ما واجه المشروع معارضة من بعض السكان المحليين، وعلى رأسهم المحاميان تشارلز هارف وبوب فوليم، اللذان اعتبرا أن الشركة المطورة لا تُولي اهتمامًا كافيًا لحماية البيئة الطبيعية. وأكد المحاميان أن هدفهما كان "إنقاذ جزءٍ من أرض بكرٍ، ضمن جزيرة مارثا فينيارد من التطوير المفرط.

استجابت لجنة مارثا فينيارد (MVC) لهذا القلق، وأوقفت تنفيذ المشروع مؤقتًا. وفيما بعد، أيّدت المحكمة القضائية العليا في ماساتشوستس قرار اللجنة. وبناءً على هذه التطورات، أعلنت شركة ستروك إنتربرايزس إفلاسها. وفي عام 1978، قامت مجموعة من المستثمرين تُعرف باسم Farm Neck Associates بشراء المنطقة بهدف تطويرها مع الالتزام بأخلاقيات الحفاظ على البيئة. وفي العام التالي، بدأ العمل على إنشاء ملعب الجولف.

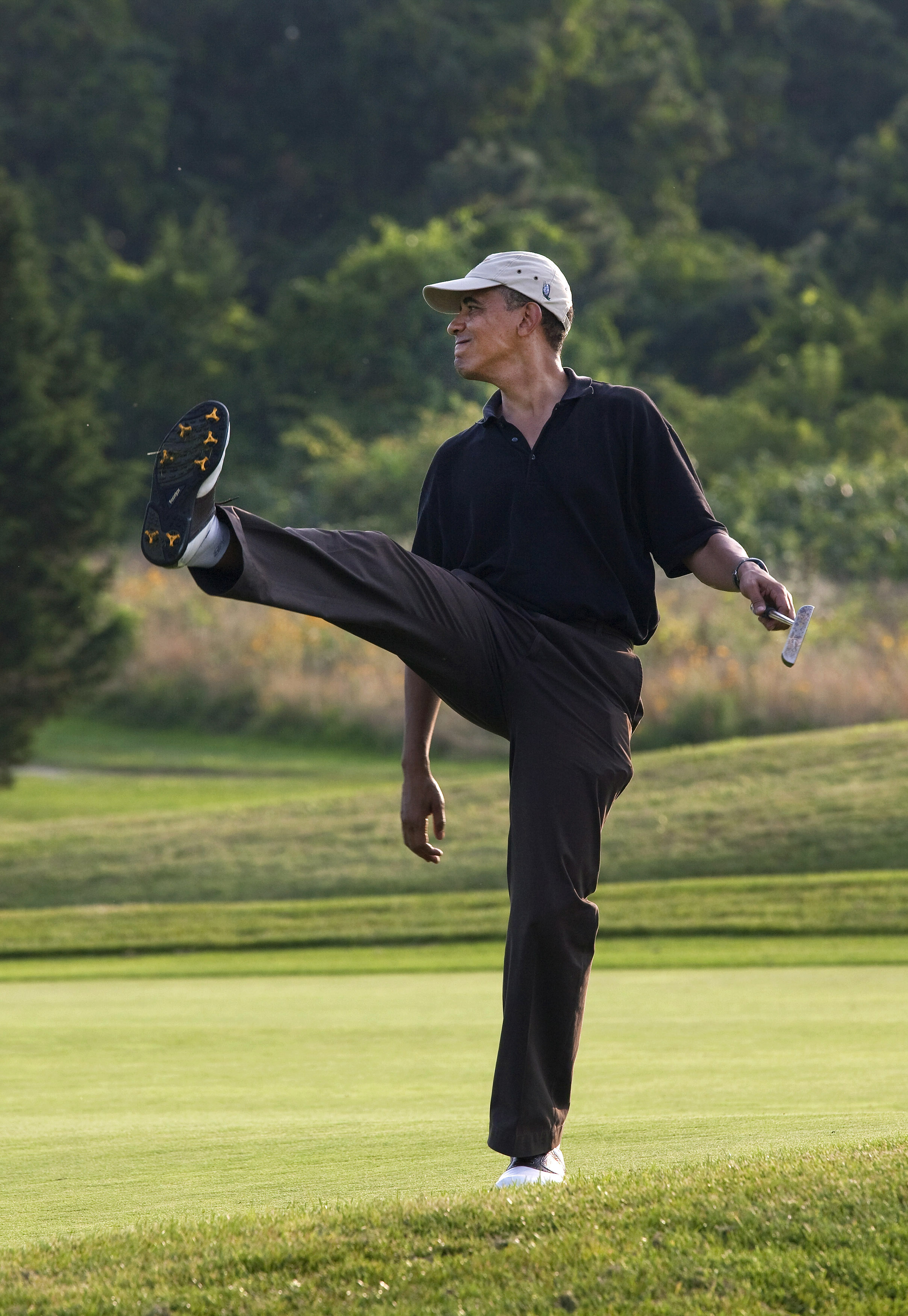
الرئيس باراك أوباما يلعب الجولف في نادي فارم نيك للجولف، 24 أغسطس/آب 2009. الصورة الرسمية للبيت الأبيض.

وقد تولّى تصميم الملعب جيفري إس. كورنيش، الذي يُعد من أبرز مهندسي ملاعب الجولف في منطقة إنجلترا الجديدة، وفي 3 يوليو 1980، افتُتح الملعب رسميًا. حيث أُقيم الملعب في منطقة كانت سابقًا مزرعة، وتقع على شبه جزيرة، وهو ما ألهم تسمية النادي بـ"فارم نيك". وبعد فترة وجيزة من الانتهاء من المشروع، تم التبرع بمساحة 85 فدانًا لمحمية فيليكس نيك الطبيعية. كما حافظ النادي، على مدار تاريخه، على شراكة بيئية مع جمعية أودوبون الوطنيةوقد حظي النادي باهتمام إعلامي كبير لاستضافتها رؤساء الولايات المتحدة في إجازتهم الصيفية. وفي تسعينيات القرن العشرين، فقد لعب الرئيس بيل كلينتون على هذا الملعب عدة مرات على مدار العقد.1][2][3][4] وكذلك الرئيس باراك أوباما لعب خلال فترة رئاسته وأثناء إجازته في فينيارد في هذا الملعب.5][6][7]
وشهد نادي فارم نيك ارتفاعًا كبيرًا في شعبيته منذ الزيارة الأولى للرئيس بيل كلينتون. إلا أن هذا الإقبال المتزايد جعل من الصعب جدًا على غير الأعضاء حجز وقت للعب في الملعب. ومع بداية القرن الحادي والعشرين، اعتمد النادي نظام "اللعب العام المقيد"، مما زاد من حصرية الوصول إليه. كما أصبحت العضوية فيه أكثر صعوبة من ذي قبل، حيث تجاوز عدد المنتظرين للانضمام 850 شخصًا خلال تلك الفترة. وبحسب ليزا ريجان، الشريكة المالكة، فإن "الطريقة الوحيدة حاليًا للحصول على عضوية في نادي فارم نيك هي تسجيل اسمك في قائمة الانتظار".
وقد حصلت مزرعة نيك أيضًا على تقييمات جيدة من مجلة Golf Digest. فقد منحت المجلة الملعب بانتظام 4.5 من أصل 5 نجوم ووصفته بأنه أحد أفضل "الأماكن للعب" في شمال شرق الولايات المتحدة.